# Historic Crew Stadium
Historic Crew Stadium, cunoscut anterior ca Columbus Crew Stadium și Mapfre Stadium, este un stadion de fotbal în Columbus, Ohio, Statele Unite ale Americii. Stadionul a fost utilizat, în principal, de echipa de fotbal Columbus Crew SC din Major League Soccer între anii 1999 și 2021. Historic Crew Stadium este și locul unde se desfășoară o varietate de evenimente despre fotbalul amator și despre cel profesionist, despre fotbal american, lacrosse și rugby și este un loc unde se desfășoară concerte în aer liber datorită scenei permanente aflate în zona de nord.
Construit în 1999, a fost primul stadion de fotbal construit de o echipă din Major League Soccer, pornind un trend important în MLS pentru construirea de stadioane. Stadionul este numit după compania de asigurări cu sediul în Madrid, după ce compania a semnat un acord de sponsorizare anunțat pe 3 martie 2015. Capacitatea stadionului este de 19.968 de locuri. 

## Istoric
Columbus Crew SC a jucat primele trei sezoane în MLS pe Ohio Stadium aflat în campusul Universității Statului Ohio. În timpul meciurilor, secțiuni mari ale stadionului au fost închise reducându-se capacitatea de la aproximativ 90.000 de locuri până la 25.243. Deși echipa s-a bucurat de succes pe Ohio Stadium în perioada când a jucat acolo, capacitatea și limitarea mărimii terenului au făcut ca stadionul să nu fie potrivit pentru fotbal. În plus, Ohio Stadium nu avea lumini permanente pe teren. Aceste probleme, împreună cu renovările planificate la Ohio Stadium, care au început în 1999, au fost factori care au dus la dezvoltarea Historic Crew Stadium. Costul de construcție al stadionului a fost acoperit în întregime din fonduri private provenite de la proprietarul Columbus Crew SC și de la miliardarul Lamar Hunt și de la grupul său Hunt Sport.
Historic Crew Stadium a fost inaugurat pe 15 mai 1999, cu meciul dintre Columbus Crew SC și New England Revolution. Acest stadion este cel de-al doilea stadion de fotbal construit în țară, după Steel Athletic Field care a fost construit în Bethlehem, Pennsylvania în 1913, și primul stadion de fotbal construit în Statele Unite prin MLS. Acesta a fost creditat ca fiind stadionul care a inspirat valul de construcție al stadioane specifice fotbalului. 	
Capacitatea inițială a stadionului până în 2008 a fost de 22.555, când s-a decis construirea unei scene permanente în zona de nord. Astfel, capacitatea a fost redusă la 20.455 de locuri, cu posibilitatea extinderii la 30.000 de locuri pentru concerte. Capacitatea actuală pentru un meci de fotbal este 19.968.
După aproape 15 ani fără un sponsor, Columbus Crew SC a anunțat la data de 3 martie 2015 că drepturile de numire au fost vândute către Mapfre Insurance, o firmă de asigurări din Madrid. Clubul a urmărit să vândă drepturile de numire a stadionului încă din 1999, dar căutările nu au avut succesul scontat. Mapfre deține un birou în Columbus și are sediul central în SUA localizat în Boston.

## Lista de referințe
1. ↑  „Columbus Crew Media Guide” (PDF). Arhivat din original (PDF) la 25 aprilie 2012. Accesat în 13 noiembrie 2017.
2. ↑  „Contemporary Services Corporation Partners with MAPFRE Stadium”. Contemporary Services Corporation. 28 aprilie 2015. Accesat în 12 mai 2015.
3. ↑  Beck, Aaron (10 ianuarie 2008). „Crew Stadium adds concert stage”. Columbus Dispatch. Arhivat din original la 27 mai 2011. Accesat în 3 martie 2015.
4. ↑  „Matchday – About Crew SC and MAPFRE Stadium”. 2015. Accesat în 3 martie 2015.
5. ↑  Jardy, Adam (3 martie 2015). „Crew's home has new name: Mapfre Stadium”. Columbus Dispatch. Arhivat din original la 2 aprilie 2015. Accesat în 3 martie 2015.
6. ↑  „Introducing MAPFRE Stadium: Columbus Crew SC reveals historic stadium naming rights partnership with MAPFRE Insurance”. ColumbusCrewSC.com. 3 martie 2015. Arhivat din original la 3 aprilie 2015. Accesat în 3 martie 2015.